# Sauzin
Sauzin er en by og kommune i det nordøstlige Tyskland, beliggende i Amt Am Peenestrom under Landkreis Vorpommern-Greifswald. Landkreis Vorpommern-Greifswald ligger i delstaten Mecklenburg-Vorpommern. Kommunen var indtil 1. januar 2005 en del af Amt Wolgast-Land.

## Geografi
Sauzin er beliggende i naturparken Insel Usedom ca. to kilometer vest for Wolgast og otte kilometer øst for Zinnowitz. Nord for kommunen går Bundesstraße B 111. Mod syd ligger Achterwasser.
I kommunen finder man ud over Sauzin, landsbyen Ziemitz hvor der er lystbådehavn.

## Eksterne kilder og henvisninger
- Wikimedia Commons har flere filer relateret til Sauzin
- Byens side Arkiveret 13. marts 2017 hos  Wayback Machine på amtets websted
- Statistik Arkiveret 2. februar 2017 hos  Wayback Machine
- Naturpark Insel Usedom